# Limonium antoni-llorensii
La saladina d'Antoni Llorens o Limonium antoni-llorensii, és una saladina endèmica dels salobrar i salines propers a la Colònia de Sant Jordi, al municipi de ses Salines, al sud de Mallorca de la família Plumbaginaceae. Fou descrita el 1985 pel botànic mallorquí Lleonard Llorens.
És una saladina perenne, amb soques foliades de fins a 20 cm, i amb escapus florals de fins a 60 cm. Les fulles es troben disposades en roseta, són alternes, amb forma espatulada, amb l'àpex arrodonit o subobtús, marge enter i pecíol canaliculat gairebé tan llarg com la làmina.
Les flors són de color rosa o violaci, protegides per bràctees, amb la corol·la hipocrateriforme. Presenta fruits monosperms, de color pard o vermellós, tancats dins del calze. Floreix entre els mesos de juny i novembre. Per la seva càrrega cromosòmica, triploide, presenta pol·len majoritàriament estèril. La seva reproducció es realitza mitjançant llavors d'origen apomíctic.
Viu als salobrars i a les salines del sud de Mallorca, sobre sòls salins, sovint guixosos, que es generen a conseqüència de l'activitat salinera. Hom els troba formant poblacions molt denses. Comparteix hàbitat amb altres endemismes rars com Limonium migjornense. Ocasionalment pot localitzar-se'n algun exemplar a les zones dunars d'Es Trenc. En algunes zones estan sotmeses a forta pressió antròpica.